# イモ州

イモ州
Imo州の愛称: 希望の土地

イモ州 (イモしゅう、Imo) は、ナイジェリアの南部（伝統的な区分では南東部）の州。
州都及び最大都市はオウェリ。その他の大きな都市はオキグウェ、オグタ、オルル、ムバイセ、ムグビディ等。
石油、天然ガスが豊富で肥沃な耕地が多い。
2005年の人口は約448.5万人。
イモ州はニジェール・デルタの中心部に位置し、ナイジェリア独立以降東部州に属する地域であったが、1967年に東部中央州に分けられビアフラ戦争後のムルタラ・モハメド軍事政権時代の1976年に東部中央州を北のアナンブラ州と分割する形で設置された。1991年にイモ州から東部がアビア州に、1996年にはアビア州とエヌグ州からエボニ州が分割された。南西にはリバーズ州と接する
イモではイボ語が主に話され、イボランドの中心地である。1999年以降の知事はアチケ・ウデヌワである。1991年以降のイモ州には27の地方行政区域 (LGA) が置かれている。
イモはアフリカの近代以降の王で最古の部類である、オルル（とかつてはオウェリ、オキグウェの三都市を数世紀にわたり治めた）のイグウェ10世、エゼ・パトリック・アチョロヌ（在位1937年3月 - 2003年）の根拠地でもあった。

## 著名人
- エマニュエル・アムニケ(Emmanuel Amuneke)(1970年～)：元サッカーナイジェリア代表。
- チオマ・アジュンワ(Chioma Ajunwa)(1970年～)：女性。陸上競技選手。1996年アトランタオリンピック走り幅跳金メダル。
- ヌワンコ・カヌ(Nwankwo Kanu)(1976年～)：元サッカーナイジェリア代表。
- ケレチ・イヘアナチョ(Kelechi Promise Iheanacho)(1996年～)：サッカー選手。